# Кнут I (король Швеції)
Кнут I Ерікссон (між 1140 та 1150 — 1196) — король Швеції у 1167–1196 роках, боровся з Сверкерсонами.

## Життєпис
Походив з династії Ерікссонів. Син Еріка IX, короля Швеції. Після вбивства батька у 1160 році зазнав поразки від Магнуса II й залишив Швецію. Втім у 1167 році організував замах на короля Карла Сверкерссона. Після загибелі останнього повернувся на батьківщину. Тут Кнут довелося боротися з іншими Сверкерссонами — Буріслевом та Колем, яких також було оголошено королями. Лише у 1173 році Кнут Еріксон переміг своїх ворогів й став одноосібним володарем.
Для зміцнення свого становища надав титул ярла представнику впливового роду Біргеру Бросі з Естерйотланда. Його нащадки надалі стануть шведськими королями династії Фолькунгів.
На початку правління було укладено союзи з Генріхом Левом, герцогом Саксонії, у 1185 році — з Генріх II, королем Англії, та Сверріром I, королем Норвегії. Було налагоджено дипломатичні стосунки з Візантією. У 1195 році отримав листа від византійського імператора Олексія III Ангела щодо допомоги.
У внутрішній політиці король намагався зміцнити королівську владу на місцях, було запроваджено діловий документообіг. При цьому Кнут I багато зробив за оборони країни. У 1180 році було зведено фортецю Кальмар, а у 1187 році — фортеця Стокгольм.

## Родина
Дружина — Цецилія Югансдоттір
Діти:
- Йон (д/н—1205)
- Кнут (д/н—1205)
- Йоар (д/н—1205)
- Ерік
- донька Сігрід